# Coris hewetti
Coris hewetti är en fiskart som beskrevs av Randall, 1999. Coris hewetti ingår i släktet Coris och familjen läppfiskar. IUCN kategoriserar arten globalt som livskraftig. Inga underarter finns listade i Catalogue of Life.